# Баузер, Фриц Давидович
Фриц Давидович Баузер (1888, Салдус — 29 июля 1938) — советский хозяйственный, государственный и политический деятель.

## Биография
Родился в 1888 году в городе Фрауэнбург (ныне Салдус). Член ВКП(б) с 1907 года.
Участвовал в восстании в Газенпоте, арестован. Позднее — слесарь, старший унтер-офицер царской армии, член бюро Петроградского горкома, член президиума Петрогорсовета, член бюро Ораниенбаумского горкома, член Красно-Пресненского райкома, ответственный секретарь окружной парткомиссии Московского военного округа, заместитель начальника политуправления Средне-Азиатского военного округа, начальник ПУР, член Военного Совета Средне-Азиатского военного округа.
Избирался депутатом Верховного Совета СССР 1-го созыва.
Репрессирован. Расстрелян в 1938 году.